# 1980年夏季残疾人奥林匹克运动会阿根廷代表团
1980年夏季残疾人奥林匹克运动会阿根廷代表团是阿根廷派出的1980年夏季残疾人奥林匹克运动会代表团。获得4枚金牌、5枚银牌和6枚铜牌。